# Evolució dels cetacis

L'ordre Cetacea comprèn unes vuitanta espècies modernes.

Els cetacis (balenes, dofins i marsopes) descendeixen de mamífers terrestres. Els seus orígens terrestres són específicament indicats per:
- el fet que han de respirar aire de la superfície
- els ossos de les seves aletes, similars a les mans articulades dels mamífers terrestres
- el moviment vertical de la seva columna vertebral més característica d'un mamífer corredor que del moviment horitzontal dels peixos.

La qüestió de com els animals terrestres evolucionaren en animals marins romangué un misteri durant molt de temps, degut a punts foscos en el registre fòssil. Tanmateix, descobriments recents al Pakistan han permès resoldre molts d'aquests misteris, i ara és possible distingir diverses etapes en la transició dels cetacis de la terra al mar.

## Els avantpassats més primitius

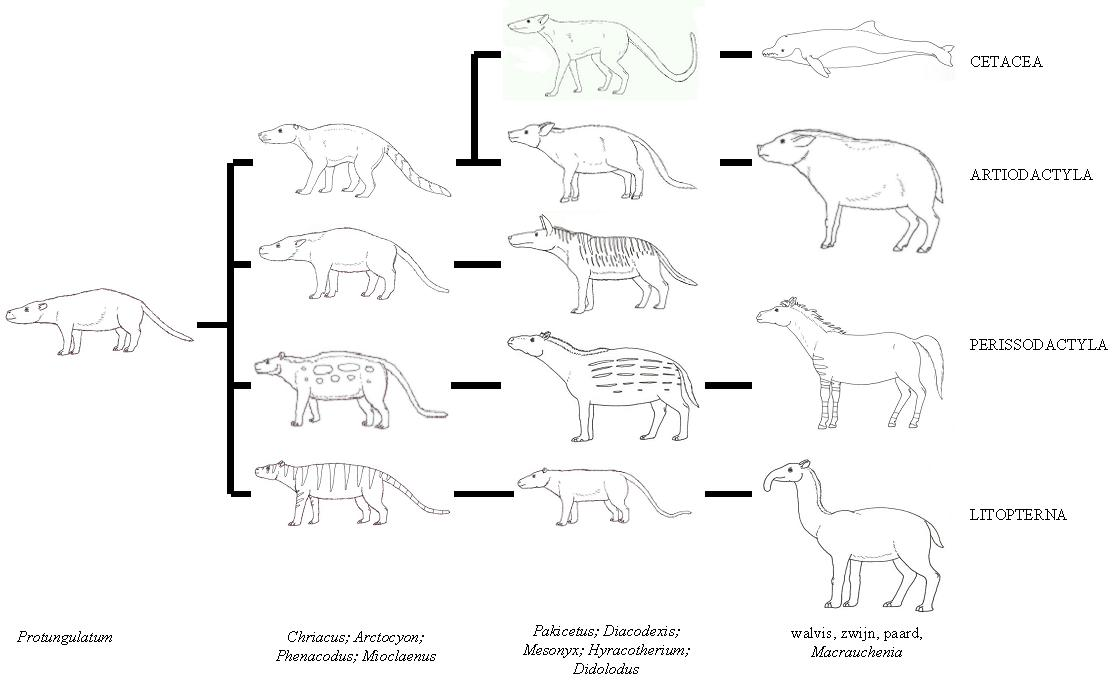
L'arbre genealògic tradicional, incloent-hi els ungulats.

La teoria tradicional de l'evolució dels cetacis afirmava que les balenes estaven relacionades amb els mesoníquids, un ordre extint d'ungulats (animals amb peülles) carnívors que semblaven llops amb peülles i eren un grup germà dels artiodàctils. Aquests animals tenien unes dents triangulars inusuals similars a les de les balenes. Per això, els científics pensaren durant molt de temps que les balenes havien evolucionat d'alguna forma de mesoníquid.
Tanmateix, des de principis dels anys vuitanta, les anàlisis d'una gran varietat de seqüències d'ADN i de proteïnes indicaren repetidament que les balenes haurien de ser comptades entre els artiodàctils. El més probable és que siguin un grup germà dels Hippopotamidae, al bell mig dels artiodàctils.
El recent descobriment de Pakicetus, la protobalena més primitiva (vegeu més avall), dona suport a la informació molecular. Els esquelets de Pakicetus demostren que les balenes no evolucionaren directament dels mesoníquids, sinó que són un tipus d'artiodàctil (una altra varietat d'ungulats) que comença a adaptar-se a la vida aquàtica després que la família dels artiodàctils se separés dels mesoníquids. En altres paraules, les protobalenes eren artiodàctils primitius que retingueren trets de la seva ascendència dels mesoníquids (com ara les dents triangulars) que els artiodàctils actuals han perdut. Una implicació interessant és que els avantpassats més primitius de tots els mamífers amb peülles probablement eren almenys en part carnívors o carronyaires, mentre que els artiodàctils i perissodàctils actuals canviaren a una dieta herbívora en un punt més avançat de la seva evolució. Les balenes, degut a la major disponibilitat de preses animals i la seva necessitat d'un contingut calòric més alt per viure com a endoterms marins, mantingueren la seva dieta carnívora, igual que els mesoníquids, que tanmateix foren superats més endavant per animals més ben adaptats com els carnívors (els mesoníquids esdevingueren carnívors especialitzats quan la disponibilitat general de grans preses animals encara era baixa; així doncs, la seva adaptació es trobava probablement en una posició de desavantatge quan l'espai deixat pels dinosaures fou ocupat per noves formes.

## Els pakicètids, possibles primers cetacis

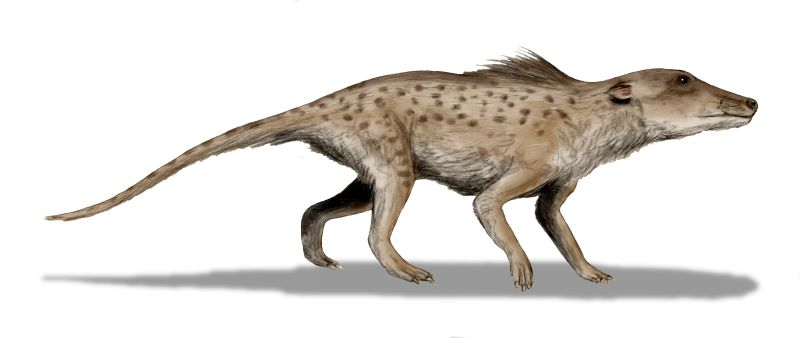
Reconstrucció de Pakicetus

Els pakicètids són mamífers amb peülles que de vegades són classificats com a les primeres balenes. Visqueren a principis de l'Eocè, fa uns cinquanta-tres milions d'anys. Semblaven gossos amb peülles i llarges cues gruixudes. Se'ls ha relacionat amb les balenes per les seves orelles: la bul·la auditivia només es compon de l'os ectotimpànic. La forma de la regió de l'orella de Pakicetus és molt inusual i només s'assembla als cranis de les balenes. Aquest tret serveix per diagnosticar els cetacis i no es troba en cap altra espècie. Al principi es pensà que les orelles de Pakicetus estaven adaptades per sentir-hi sota l'aigua però, com es pot deduir de l'anatomia de la resta del seu cos, les orelles de Pakicetus estan especialitzades a escoltar a terra ferma, i si té relació amb els avantpassats de les balenes, l'oïda subaquàtica fou una adaptació posterior. Segons Thewissen, les dents de Pakicetus també s'assemblen a les de balenes fòssils, cosa que el relaciona amb les balenes actuals.

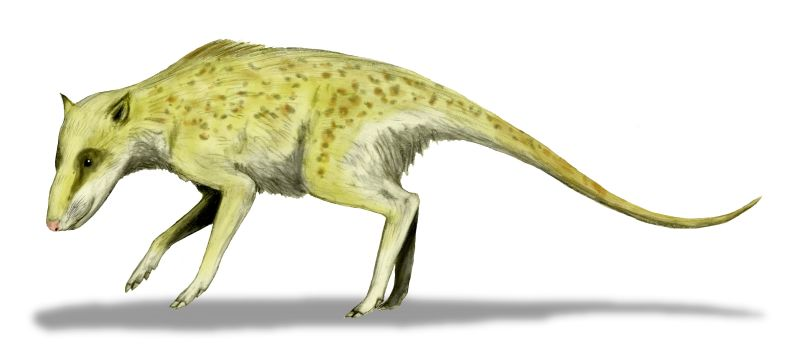
Reconstrucció dIndohyus.

Des d'aleshores, Thewissen ha trobat la mateixa estructura de l'orella en fòssils d'una petita criatura semblant als cérvols, Indohyus, que visqué fa aproximadament quaranta-vuit milions d'anys a Caixmir. D'una mida semblant a l'os rentador o el gat domèstic, aquesta criatura herbívora compartia alguns dels trets de les balenes, i mostrava signes d'adaptacions a la vida aquàtica, incloent-hi una espessa capa exterior dels ossos, similar als ossos de criatures actuals com l'hipopòtam, i que redueix la flotabilitat per poder romandre sota l'aigua. Això indica una estratègia de supervivència similar a la del tràgul africà o el hiemosc d'aigua, que, quan estan amenaçats per un ocell rapinyaire, es capbussen dins l'aigua i s'amaguen sota la superfície fins a quatre minuts.

## Ambulocètids i remingtonocètids

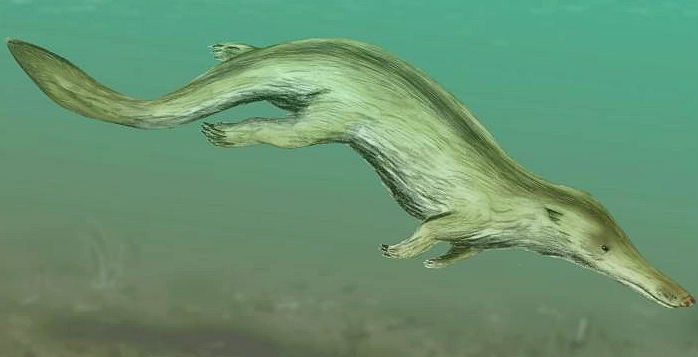
Reconstrucció de Kutchicetus

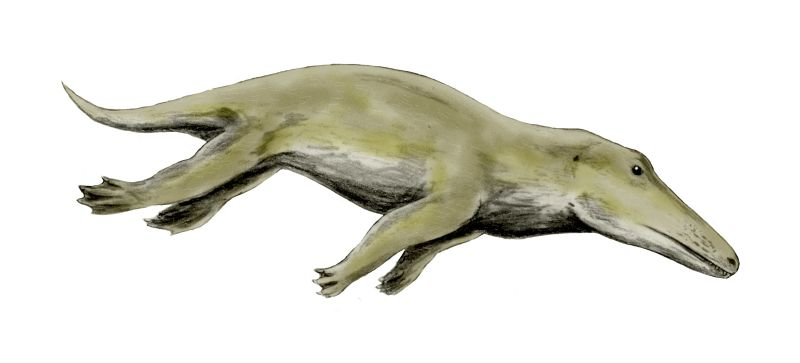
Reconstrucció dAmbulocetus natans

El més notable dels descobriments recents al Pakistan és l'Ambulocetus, que tenia l'aspecte d'un cocodril mamífer de tres metres de llargària. L'Ambulocetus era clarament amfibi, car les seves potes darreres estan més ben adaptades per nedar que per caminar a terra ferma, i probablement nedava ondulant l'esquena verticalment, com ho fan les llúdries, foques i balenes. S'ha especulat que els ambulocètids podrien haver caçat com els cocodrils, amagant-se a les aigües somes per caçar preses desprevingudes.
Un cosí més petit d'Ambulocetus era la famíla dels remingtonocètids, que tenien morros més llargs que els Ambulocetus i estaven lleugerament més ben adaptades per la vida aquàtica. S'ha especulat que podrien haver viscut com les llúdries marines d'avui en dia, caçant peixos a les aigües somes.

## Protocètids

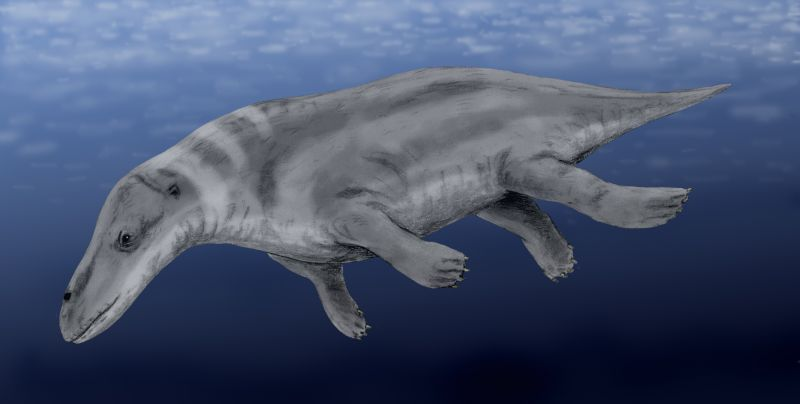
Reconstrucció de Rodhocetus

Els protocètids formen un grup divers i heterogeni conegut d'Àsia, Europa, Àfrica i Amèrica del Nord. N'hi havia molts gèneres, i alguns d'ells estan molt ben estudiats (per exemple, Rodhocetus). Els protocètids coneguts tenien grans potes anteriors i posteriors que podien suportar el cos a la terra ferma, i és probable que tinguessin un estil de vida amfibi: al mar i a la terra. No se sap amb certesa si els protocètids tenien una aleta caudal a la cua com els cetacis actuals.

## Basilosàurids i dorudòntids: cetacis completament marins

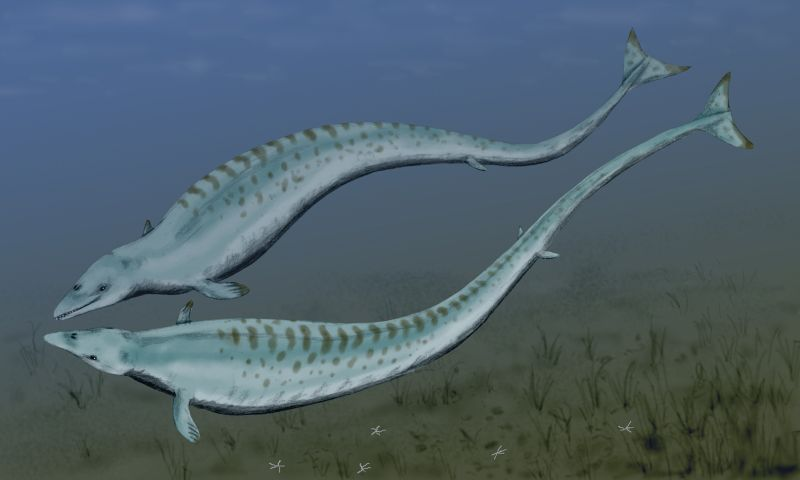
Reconstrucció de Basilosaurus

El basilosaure (descobert el 1834 i inicialment pres per un rèptil, d'aquí el seu nom) i els Dorudon visqueren fa aproximadament trenta-vuit milions d'anys, i eren balenes completament recognoscibles que vivien sempre a l'oceà. El basilosaure era una criatura monstruosa de divuit metres de llargària; els dorudòntids es trobaven dins el ventall de les dimensions dels cetacis moderns, amb uns cinc metres de llargària. 

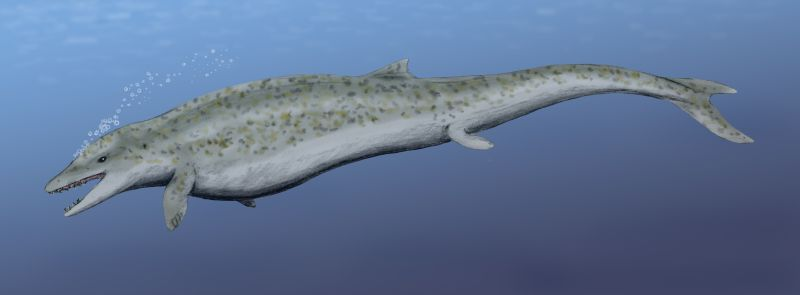
Reconstrucció de Dorudon

 Tot i que s'assemblen molt a les modernes actuals, els basilosàurids i dorudòntids no tenien el meló que permet als seus descendents cantar i utilitzar ultrasons. Tenien cervells petits; això suggereix que eren solitaris i no tenien la complexa estructura social de les balenes actuals. El basilosaure posseïa dues potes del darrere minúscules però ben formades, que probablement eren utilitzades com a pterigopodis durant la copulació; són un petit recordatori de les vides dels seus avantpassats.

## Ecolocalització primitiva

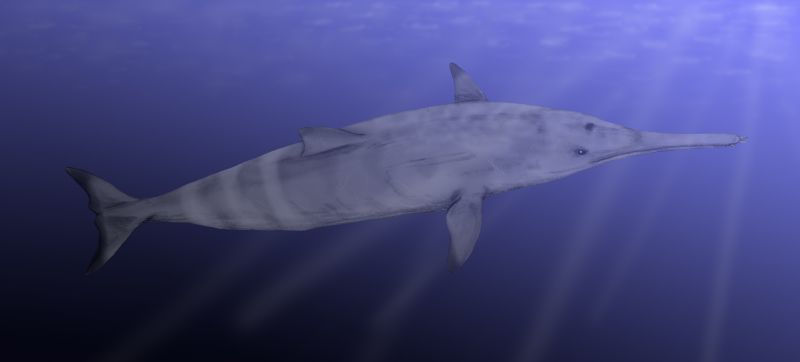
Reconstrucció de Squalodon

Les balenes dentades (Odontoceti) utilitzen l'ecolocalització per mitjà d'una sèrie de vibracions emeses a certes freqüències. Els polsos sònics són emesos pel seu front en forma de meló, es reflecteixen contra els objectes i captats pel maxil·lar inferior. Els cranis de Squalodon mostren evidència de la primera aparició de l'ecolocalització. Aquests animals visqueren des de l'Oligocè inferior-mitjà fins al Miocè mitjà, entre fa 33 i 14 milions d'anys. Es caracteritzen per una combinació particular de trets arcaics i moderns. El crani estava ben comprimit i el front s'estenia cap enfora, donant-li l'aparença de les balenes dentades actuals.
Tanmateix, es creu que és improbable que els esqualodòntids tinguin relació amb l'ascendència de la majoria de dofins vivents.

## Els primers misticets
Tots els misticets són balenes que s'alimenten filtrant plàncton i petits crustacis, tot i que l'ús que es dona a les barbes varia entre les espècies (els balenoptèrids agafen glops, els balènids filtren i els eschríchtids freguen el fons marí) Els primers membres d'alguns dels grups actuals aparegueren en el Miocè mitjà. Aquests canvis podrien haver estat el resultat d'un canvi ambiental global i de canvis físics als oceans. Un canvi a gran escala dels corrents oceànics i les temperatures podria haver iniciat la radiació dels misticets actuals, causant l'extinció de les formes arcaiques. En general, es pensa que les quatre famílies modernes de misticets tenen orígens distints entre els cetoteris, però això només és especulació. Els misticets actuals tenen tots característiques derivades actualment desconegudes en qualsevol cetoteri.

## Els primers dofins
Durant el Miocè inferior, l'ecolocalització es desenvolupà en la seva forma actual. Prosperaren diverses famílies similars als dofins, actualment extintes. Els dofins primitius inclouen els Kentriodon i els Hadrodelphis. Pertanyen a la família Kentriodontidae, que eren cetacis dentats de mida petita-mitjana amb cranis gairebé simètrics, i que es pensa que inclouen els avantpassats d'algunes espècies modernes. Els kentriodòntids visqueren entre l'Oligocè superior fins al Miocè superior. Menjaven petits peixos i altres organismes nectònics. Es creu que utilitzaven activament l'ecolocalització, i es podrien haver agrupat en bancs. La diversitat, morfologia i difusió dels fòssils sembla paral·lela a la d'algunes espècies actuals.

## Evolució de l'esquelet
Actualment, els membres posteriors dels cetacis són interns i petits, i serveixen com a ancoratge per als músculs dels genitals. A vegades, els gens que codifiquen membres més llargs fan que un cetaci actual desenvolupi potes en miniatura, un fenomen conegut com a atavisme.
Mentre que els cetacis primitius com Pakicetus tenien els narius a la punta del morro, en espècies més tardanes com Rodhocetus, aquestes ja havien començat a desplaçar-se cap al cim del cap. Això es coneix com a deriva nasal.
En els cetacis moderns, els narius s'han convertit en espiracles que els permeten pujar a la superfície, inspirar, i submergir-se sense problemes. Les orelles també començaren a desplaçar-se cap endins i, en el cas dels basilosaures, l'orella mitjana començà a rebre vibracions del maxil·lar inferior. Els odontocets actuals utilitzen el meló, una pila de greix, per utilitzar l'ecolocalització.